# Thrixspermum aberrans
Thrixspermum aberrans är en orkidéart som beskrevs av Rudolf Schlechter. Thrixspermum aberrans ingår i släktet Thrixspermum och familjen orkidéer. Inga underarter finns listade i Catalogue of Life.